# 布魯格曼山脈

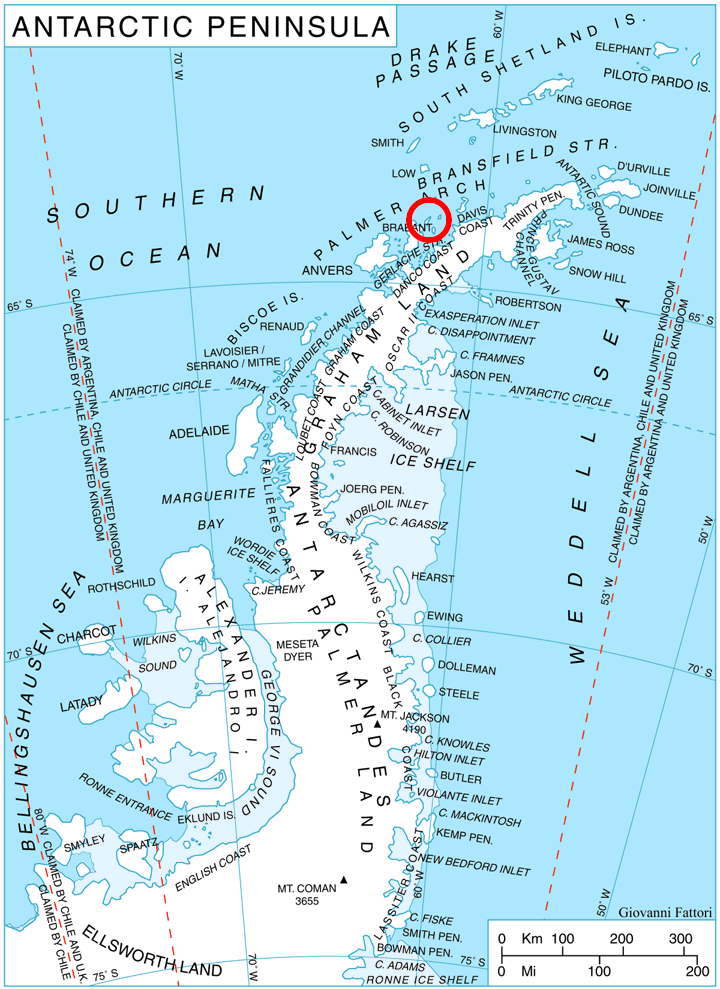

64°2′S 61°55′W / 64.033°S 61.917°W
布魯格曼山脈（德語：Brugmann Mountains）是南極洲的山脈，位於帕默群島的列日島，最高點海拔高度850米，由比利時探險隊發現，現時由南極條約體系管理。